# Gerek Meinhardt
Gerek Lin Meinhardt (* 27. Juli 1990 in San Francisco) ist ein US-amerikanischer Florettfechter.

## Erfolge
Gerek Meinhardt erzielte auf kontinentaler Ebene zahlreiche Erfolge. Mehrfach wurde er Panamerikameister: 2013 und 2014 gewann er den Titel im Einzel sowie von 2011 bis 2018 achtmal in Folge mit der Mannschaft. Mit der Mannschaft gewann er auch dreimal Gold bei Panamerikanischen Spielen. Zudem sicherte er sich 2015 in Toronto Silber und 2019 in Lima Gold im Einzel. Bei Weltmeisterschaften gewann er 2013, 2017 und 2018 jeweils Silber mit der Mannschaft. 2019 gelang in Budapest schließlich der Titelgewinn. 2022 in Kairo wurde er mit der Mannschaft nochmals Zweiter. Im Einzel konnte er sich 2010 in Paris und 2015 in Moskau auf dem Bronzeplatz platzieren.
Viermal nahm Meinhardt an Olympischen Spielen teil. 2008 wurde er in Peking im Einzel Zehnter, bei den Spielen 2012 in London verpasste er mit der Mannschaft knapp ein Medaillengewinn. Im Halbfinale unterlagen die Vereinigten Staaten Italien mit 24:45, im anschließenden Gefecht um Bronze setzte sich Deutschland mit 45:27 gegen die US-Amerikaner durch. Bei den Spielen in Rio de Janeiro wurde Meinhardt im Einzel Fünfter. Im Viertelfinale unterlag er Richard Kruse mit 13:15. Mit der Mannschaft, zu der neben Meinhardt noch Miles Chamley-Watson, Alexander Massialas und Race Imboden gehörten, schied er erneut im Halbfinale aus, dieses Mal gegen Russland mit 41:45. Im Gefecht um Bronze blieb sie dagegen siegreich, sie gewann mit 45:31 gegen Italien. Bei den 2021 ausgetragenen Olympischen Spielen 2020 in Tokio gewann er mit der Mannschaft wie schon 2016 die Bronzemedaille.
Von 2013 bis 2015 studierte er Betriebswirtschaftslehre an der University of Notre Dame. Er ist mit Lee Kiefer verheiratet, der Siegerin der Olympischen Spiele 2020 in Tokio und 2024 in Paris.